# Ignacio Zaragoza (La Concordia)
Ignacio Zaragoza es una localidad del estado mexicano de Chiapas. Es parte del municipio de La Concordia.

## Toponimia
El nombre de la localidad rinde homenaje a Ignacio Zaragoza, general mexicano de la Segunda intervención francesa en México.

## Demografía
| Gráfica de evolución demográfica |
|                                  |

| Censo | Población |
| ----- | --------- |
| 1930  | 21        |
| 1940  | 122       |
| 1950  | 266       |
| 1960  | 613       |
| 1970  | 949       |
| 1980  | 1 233     |
| 1990  | 1 257     |
| 2000  | 1 123     |
| 2010  | 1 127     |
| 2020  | 1 337     |